# Liste von Burgen, Schlössern und Festungen im Département Pyrénées-Orientales
Die Liste von Burgen, Schlössern und Festungen im Département Pyrénées-Orientales listet bestehende und abgegangene Anlagen im Département Pyrénées-Orientales auf. Das Département zählt zur Region Okzitanien in Frankreich.

Wappen des Départements Pyrénées-Orientales (66)
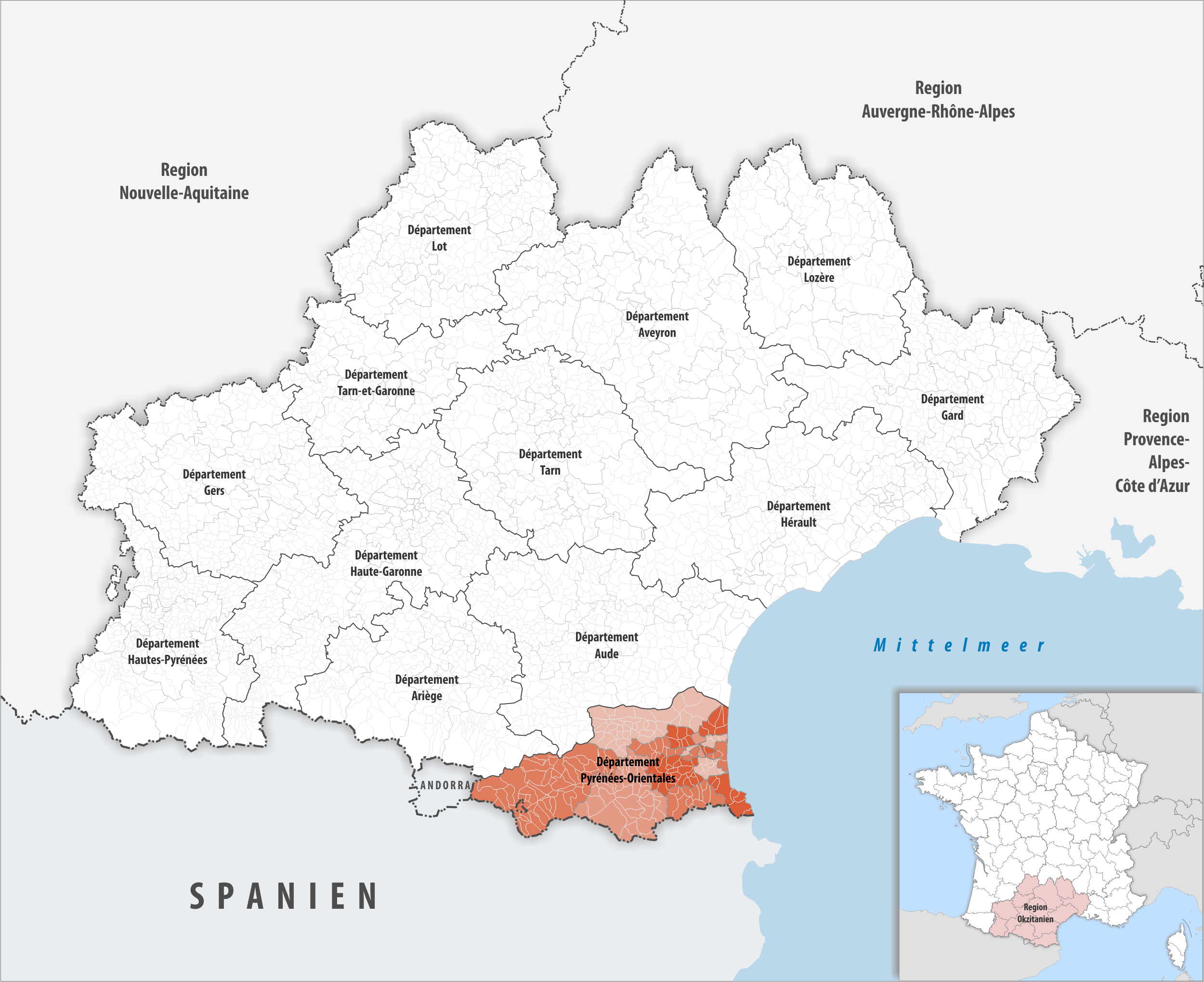
Lage des Départements Pyrénées-Orientales in der Region Okzitanien
Lage der Region Okzitanien in Frankreich

## Liste
Bestand am 4. August 2021: 33
| Name deu / fra                                                        | Gemeinde / Lage                              | Typ (Untertyp)    | Bemerkungen | Bild |
| --------------------------------------------------------------------- | -------------------------------------------- | ----------------- | --- | ---- |
| Burg Arsa Château d'Arsa                                              | Sournia 42,716328° N, 2,398181° O            | Burg              | Ruine |      |
| Schloss Aubiry Château d'Aubiry                                       | Céret 42,512917° N, 2,76611° O               | Schloss           | Ende des 19. Jahrhunderts erbaut |      |
| Burg Bélesta Château de Bélesta                                       | Bélesta 42,717745° N, 2,60663° O             | Burg              | Beherbergt ein prähistorisches Museum |      |
| Festung Bellegarde Fort de Bellegarde                                 | Le Perthus 42,45861° N, 2,85917° O           | Festung           | Diente der Sicherung der spanischen Grenze |      |
| Burg Belpuig Château de Belpuig                                       | Prunet-et-Belpuig 42,562187° N, 2,621284° O  | Burg              | Ruine |      |
| Burg Canet Château de Canet                                           | Canet-en-Roussillon 42,706793° N, 3,00869° O | Burg              | Ruine |      |
| Burg Castelnou Château de Castelnou                                   | Castelnou                                    | Burg              | Ruine |      |
| Castillet Le Castillet                                                | Perpignan                                    | Burg (Turm)       | Nur der Donjon erhalten |      |
| Königsfestung Collioure Château royal de Collioure                    | Collioure                                    | Festung           | War erst Festung und dann Gefängnis |      |
| Burg Corbère Château de Corbère                                       | Corbère                                      | Burg              | Privat |      |
| Schloss Ducup de Saint-Paul Château Ducup de Saint-Paul               | Perpignan                                    | Schloss           | Ende des 19. Jahrhunderts erbaut |      |
| Burg Évol Château d'Évol                                              | Olette                                       | Burg              | Ruine |      |
| Burg Fenouillet Château de Fenouillet                                 | Fenouillet                                   | Burg              | Ruine |      |
| Schloss Esparrou Château de l'Esparrou                                | Canet-en-Roussillon                          | Schloss           | Heute ein Weingut |      |
| Fort Lagarde                                                          | Prats-de-Mollo-la-Preste                     | Festung           | Diente der Sicherung der spanischen Grenze |      |
| Fort Libéria                                                          | Villefranche-de-Conflent                     | Festung           | Die von Vauban erbaute Festung, die auch als Gefängnis gedient hat, ist durch eine unterirdische Treppe mit 734 Stufen mit der Stadt Villefranche verbunden. |      |
| Palast der Könige von Mallorca Palais des rois de Majorque            | Perpignan                                    | Schloss (Palais)  | Festung und Königspalast mit Gartenanlage |      |
| Burg Mosset Château de Mosset                                         | Mosset                                       | Burg              | Ruine |      |
| Wehrkirche Notre-Dame-des-Anges Église fortifiée Notre-Dame-des-Anges | Collioure                                    | Burg (Wehrkirche) | Direkt am Mittelmeer gelegen |      |
| Schloss Nyer Château de Nyer                                          | Nyer                                         | Schloss           | Eines der wenigen Schlösser im Renaissancestil in diesem Gebiet                                                                                              |      |
| Burg Paracolls Château de Paracolls                                   | Molitg-les-Bains                             | Burg              | Ruine |      |
| Burg Pujols Château de Pujols                                         | Argelès-sur-Mer                              | Burg              | Nur der Donjon ist erhalten |      |
| Schloss Riell Château de Riell                                        | Molitg-les-Bains                             | Schloss           | Heute ein Hotel |      |
| Burg La Roca d’Anyer Château de la Roca d'Anyer                       | Nyer                                         | Burg              | Ruine |      |
| Burg Sabarda Château de Sabarda                                       | Caudiès-de-Fenouillèdes                      | Burg              | Ruine |      |
| Fort Saint-Elme                                                       | Collioure                                    | Festung           | An der Mittelmeerküste, heute ein Museum |      |
| Fort Salses Forteresse de Salses                                      | Salses-le-Château                            | Festung           | War ab 1500 eine wichtige Festung vor den östlichen Pyrenäen                                                                                                 |      |
| Burg Salveterra Château de Salveterra                                 | Opoul-Périllos                               | Burg              | Ruine |      |
| Schloss Saü Château de Saü                                            | Thuir                                        | Schloss           | Heute ein Weingut |      |
| Burg Tautavel Château de Tautavel                                     | Tautavel                                     | Burg              | Ruine |      |
| Burg Ultrère Château d'Ultrère                                        | Argelès-sur-Mer                              | Burg              | Ruine |      |
| Schloss Valmy Château de Valmy                                        | Argelès-sur-Mer                              | Schloss           | Ende des 19. Jahrhunderts erbaut, heute ein Weingut |      |
| Ruine Le Vivier Château du Vivier                                     | Le Vivier                                    | Burg              | Ruine |      |